# 칼랑 필드
칼랑 필드(Kallang Field)는 칼랑 종합 경기장에 있으며 싱가포르 실내 경기장, 싱가포르 국립경기장, 싱가포르 스포츠 허브 근처에 있다.

## 역사
칼랑 필드와 근처의 테니스 센터는 칼랑 종합 경기장의 일부분이다.
현재는 싱가포르 크리켓 선수의 홈구장이며 소프트볼 경기장으로도 쓰인다.
면적은 5만제곱미터 정도이며 칼랑 필드는 1996년에 인도, 파키스탄, 스리랑카가 참가한 싱거 컵을 개최한 장소이기도 하다. 1999년에 인도, 카리브 제도, 짐바브웨가 참가한 국제 토너먼트 대회가 하루동안 열렸다.

### 2010년 하계 청소년 올림픽
칼랑 필드는 2010년 하계 청소년 올림픽의 양궁 경기를 위해 개보수를 했다.